# Route nationale 741
Die Route nationale 741, kurz N 741 oder RN 741, war eine französische Nationalstraße, die von 1933 bis 1973 zwischen den Ortschaften Poitiers und Pressac verlief. Ihre Länge betrug 56 Kilometer.